# Dipoena ripa
Dipoena ripa är en spindelart som beskrevs av Zhu 1998. Dipoena ripa ingår i släktet Dipoena och familjen klotspindlar. Inga underarter finns listade i Catalogue of Life.